# Анкоридж (аэропорт)
Международный аэропорт Анкоридж имени Теда Стивенса (англ. Ted Stevens Anchorage International Airport), (ИАТА: ANC, ИКАО: PANC, FAA LID: ANC) — главный аэропорт штата Аляска, США, расположенный в шести километрах к юго-западу от Анкориджа.

## Основные сведения
Международный аэропорт Анкоридж введён в эксплуатацию в 1951 году и в 2000-м Законодательным собранием штата Аляска был переименован в честь бывшего сенатора США в Международный аэропорт Анкоридж имени Теда Стивенса. Смена имени аэропорта была достаточно необычным явлением, поскольку Тед Стивенс в 2000 году был действующим членом сената США. На то время в США действовали только три коммерческих аэропорта, получивших свои названия в честь живущих государственных деятелей: Международный аэропорт Анкориджа, Аэропорт Хьюстон Интерконтинентал имени Джорджа Буша и Международный аэропорт Сан-Хосе имени Нормана Минета.
Международный аэропорт Анкоридж занимает пятое место в списке всех аэропортов мира по показателю объёмов грузовых авиаперевозок после Международного аэропорта Мемфис, Международного аэропорта Гонконг, Международного аэропорта Шанхай Пудун и Международного аэропорта Сеул Инчхон.
Аэропорт является вторым по величине после Международного аэропорта Сиэтл/Такома транзитным узлом (хабом) пассажирских перевозок магистральной авиакомпании Alaska Airlines — главного оператора аэропорта по объёмам пассажирских перевозок. Основной пассажирский поток Теда Стивенса приходится на регулярные маршруты Анкоридж-Сиэтл (в среднем до 20 рейсов в день) и Анкоридж-Фэрбанкс (в среднем до 13 ежедневных рейсов).
В период с 1960-х по 1980-е годы Международный аэропорт Анкоридж служил в качестве главного промежуточного узла на пассажирских и грузовых маршрутах между Северной Америкой и Восточной Азией по причине закрытого воздушного пространства Советского Союза, а также из-за отсутствия в то время воздушных лайнеров с соответствующей дальностью полётов. В настоящее время многие грузовые и некоторые пассажирские авиаперевозчики продолжают использовать аэропорт Анкориджа в качестве транзитного узла на рейсах в Азию.
Общий объём пассажирских перевозок через Международный аэропорт Анкоридж имени Теда Стивенса на протяжении последних 10 лет колеблется около показателя в 5 миллионов человек в год, исключением послужил лишь 2002 год, по итогам которого пассажирский трафик аэропорта упал на 13 %. Основная нагрузка на аэропорт приходится на июнь, июль и август каждого года, в течение данных месяцев объём пассажирооборота возрастает почти в два раза по сравнению с периодами с октября по апрель.
Крупнейшими грузовыми перевозчиками, использующими Международный аэропорт Анкоридж имени Теда Стивенса в качестве транзитного транспортного узла между Северной Америкой и Дальним Востоком, являются авиакомпании FedEx Express, United Parcel Service и Northwest Airlines (дочернее подразделение NWA Cargo). Хаб FedEx Express имеет пропускную способность в 13 400 грузомест в час, хаб United Parcel Service — около 5000 грузомест в час. Инфраструктуры обоих хабов обслуживает персонал в 1200 и 700 сотрудников соответственно, обеспечивая весь спектр операций по обработке грузов, включая и полный таможенный контроль. Обе корпорации ожидают большой рост объёма авиаперевозок в течение ближайших нескольких лет, связанный с прогнозируемым расширением торговых связей с Китаем и другими странами Дальнего Востока и Азии.
В перспективе Международный аэропорт Анкоридж имени Теда Стивенса также рассматривается в качестве транзитного авиаузла в маршрутах на Дальний Восток России. В течение летнего сезона 2008 года из Анкориджа выполнялся только один еженедельный рейс авиакомпании Владивосток Авиа, в дальнейшем планируется расширить маршрутную сеть полётами из Южно-Сахалинска, поскольку у американских нефтяных компаний существует потребность в беспосадочных авиаперелётах на Сахалин.

## Деятельность аэропорта

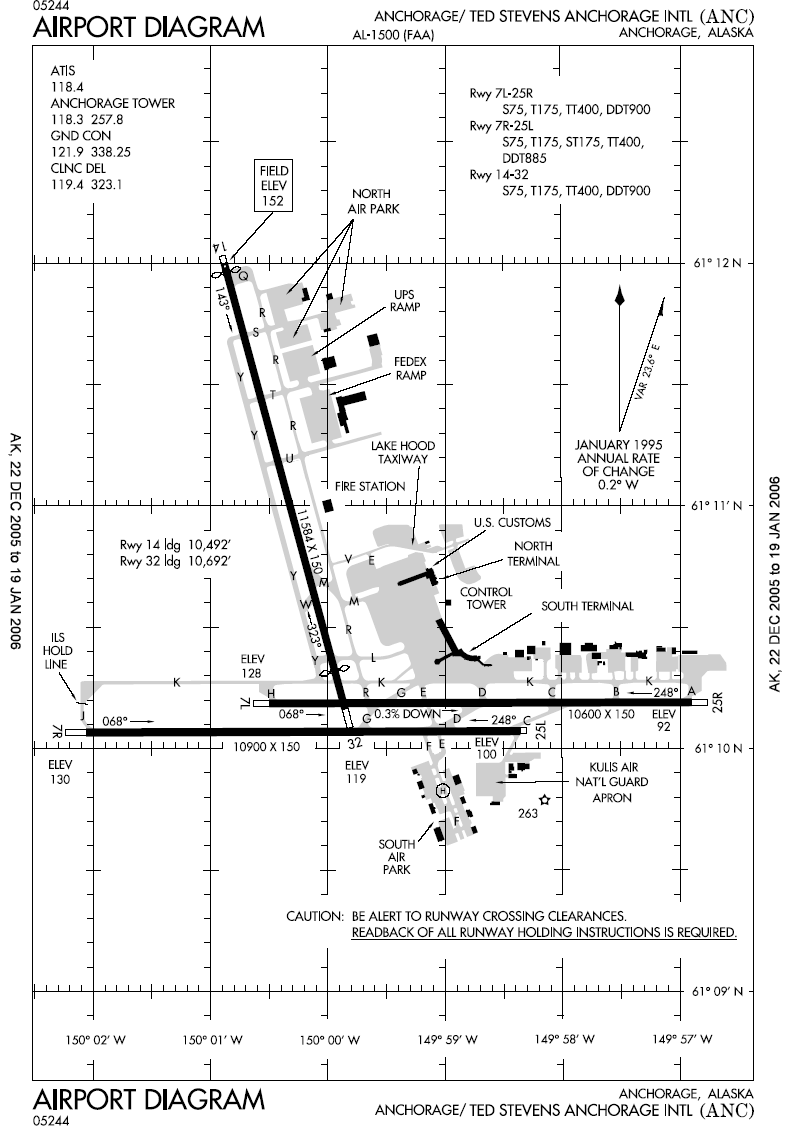
Схема FAA взлётно-посадочных полос Международного аэропорта Анкоридж имени Теда Стивенса

Международный аэропорт Анкоридж имени Теда Стивенса занимает площадь в 1281 гектар и эксплуатирует три взлётно-посадочные полосы с асфальтовым покрытием:
- 7L/25R размерами 3231×46 м,
- 7R/25L размерами 3780×46 м и
- 15/33 размерами 3312×46 м[1].

За 12-месячный период, закончившийся 14 декабря 2006 года, в аэропорту произведено 289 472 операций взлётов и посадок самолётов. Среднее число операций при этом составило 793 в день, из них 37 % пришлось на регулярные коммерческие рейсы, 35 % — на авиацию общего назначения, 27 % — на аэротакси и 1 % заняли рейсы военной авиации. В аэропорту базируются 169 самолётов, из них 59 % — многодвигательные, 27 % — вертолёты, 11 % — военная авиация и 3 % — реактивные самолёты.

## Авиакомпании и направления полётов

### Южный Терминал (Терминал внутренних линий)
Несмотря на своё название, Южный Терминал обслуживает международные рейсы авиакомпаний Air Canada и Alaska Airlines.

#### Конкорс B

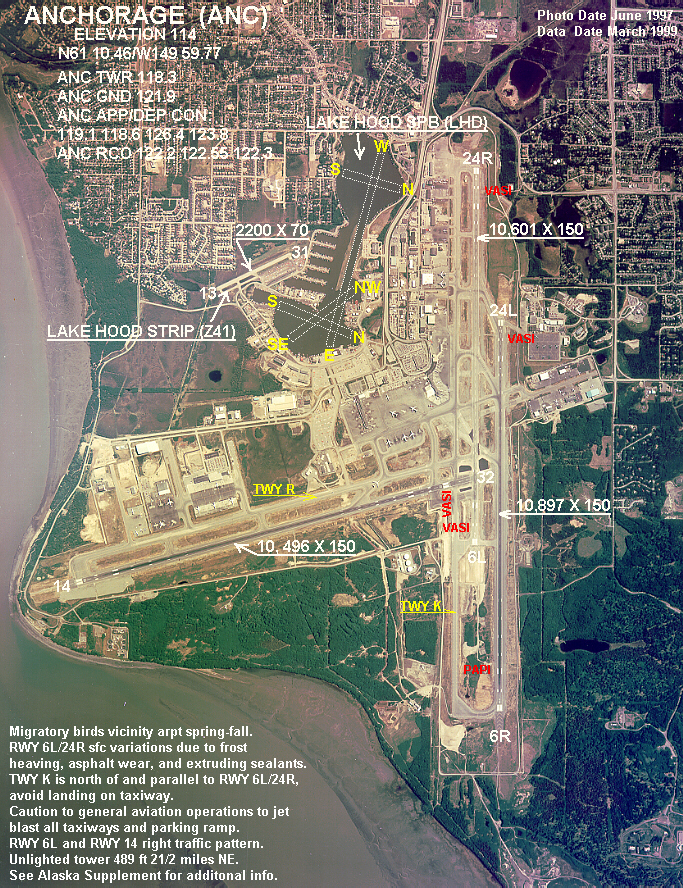
Аэропорт Анкоридж

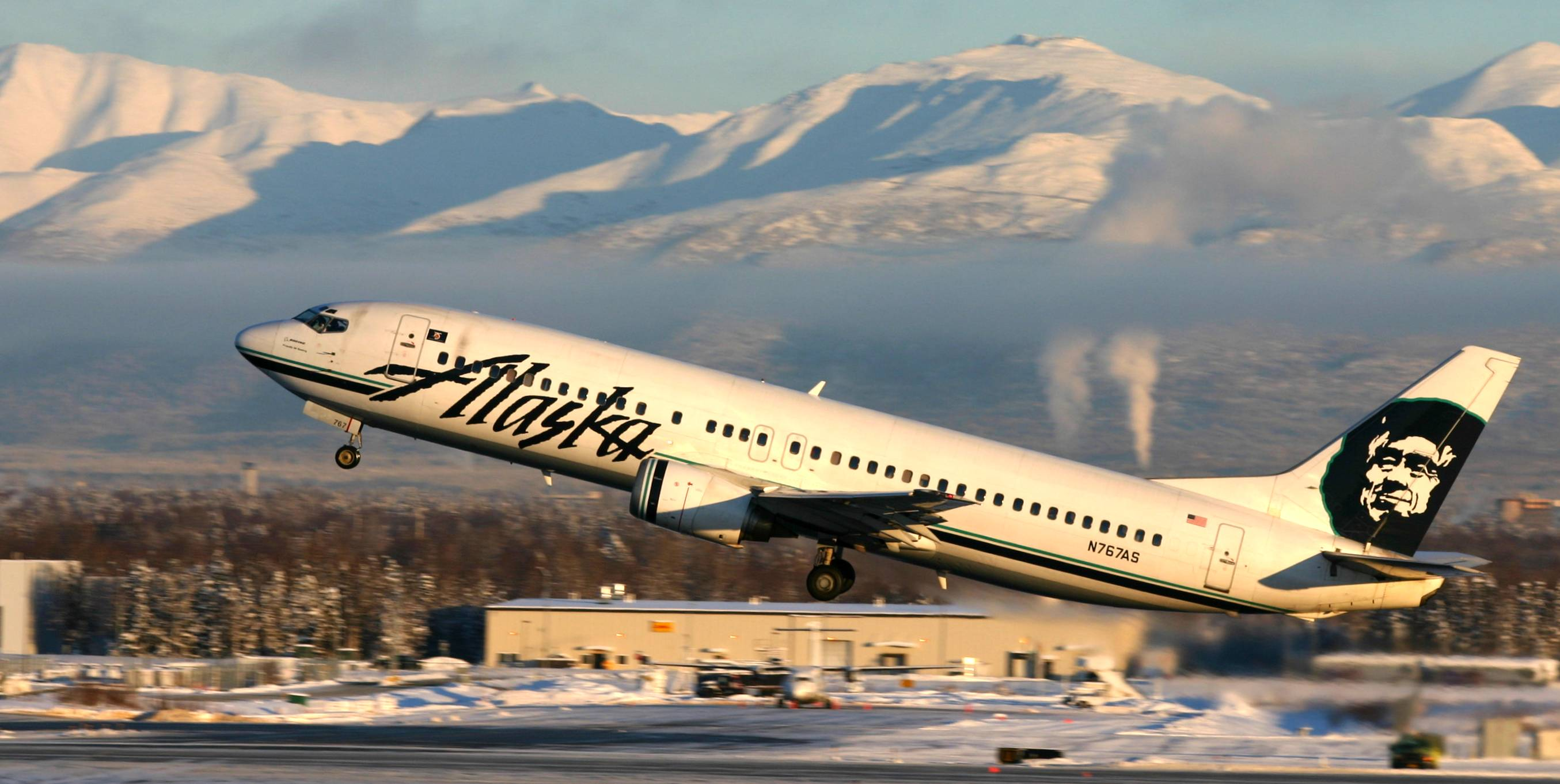
Boeing 737—490 авиакомпании Alaska Airlines на взлёте из Международного аэропорта Анкоридж имени Теда Стивенса

В настоящее время Конкорс находится в процессе модернизации, после его открытия авиакомпании United Airlines, Delta Air Lines, Sun Country Airlines и American Airlines перенесут в него обслуживание всех своих внутренних рейсов.

### Северный Терминал (Международный Терминал)
Несмотря на своё название, Северный Терминал обслуживает внутренние рейсы авиакомпаний United Airlines, Delta Air Lines, Sun Country Airlines и US Airways, которые в дальнейшем будут перенесены в модернизированный Конкорс B Южного Терминала.

### Грузовые авиакомпании
- ABX Air
- AirBridgeCargo Airlines

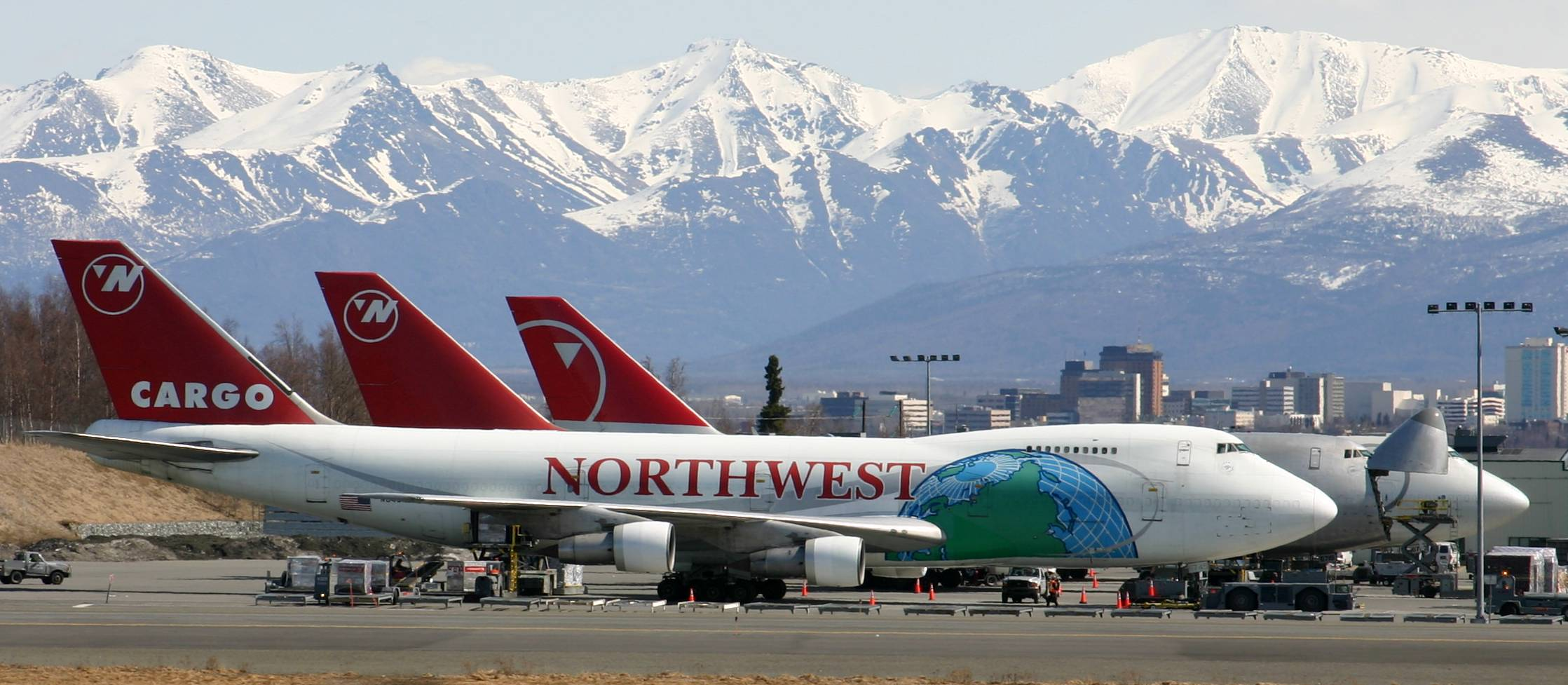
Грузовые лайнеры авиакомпании Northwest Airlines в аэропорту Анкоридж. На заднем плане — горы Шугэш

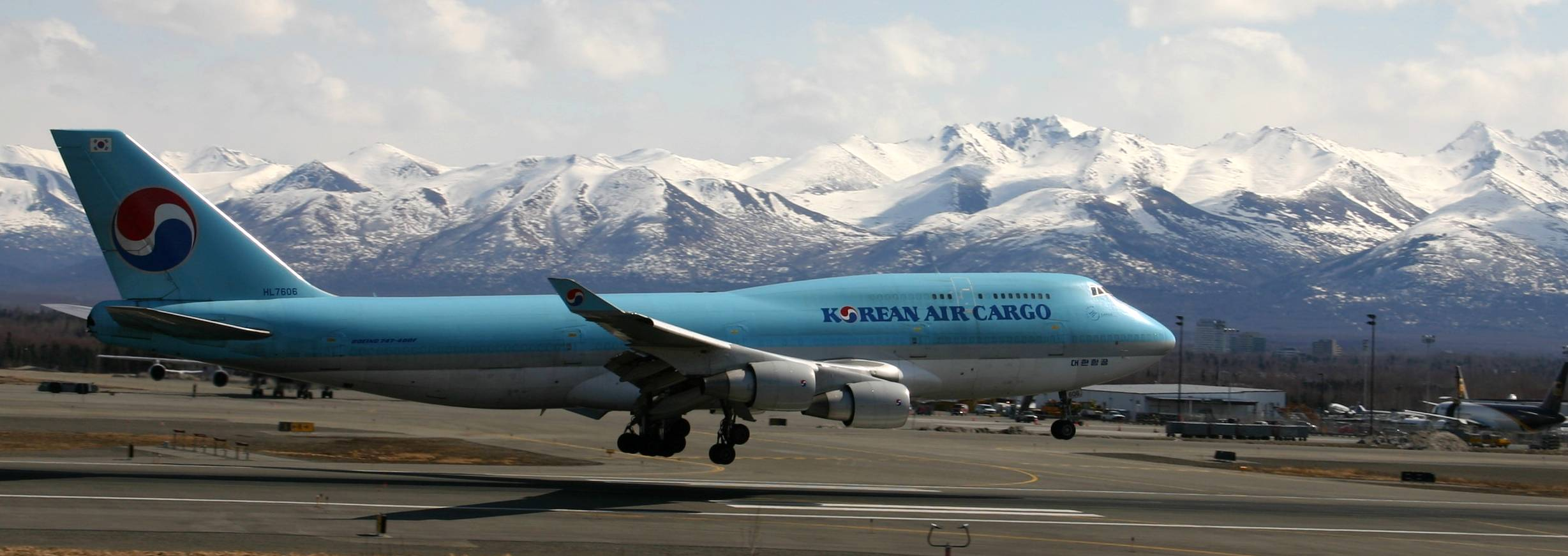
Посадка грузового Boeing 747 авиакомпании Korean Air Lines в аэропорту Анкориджа

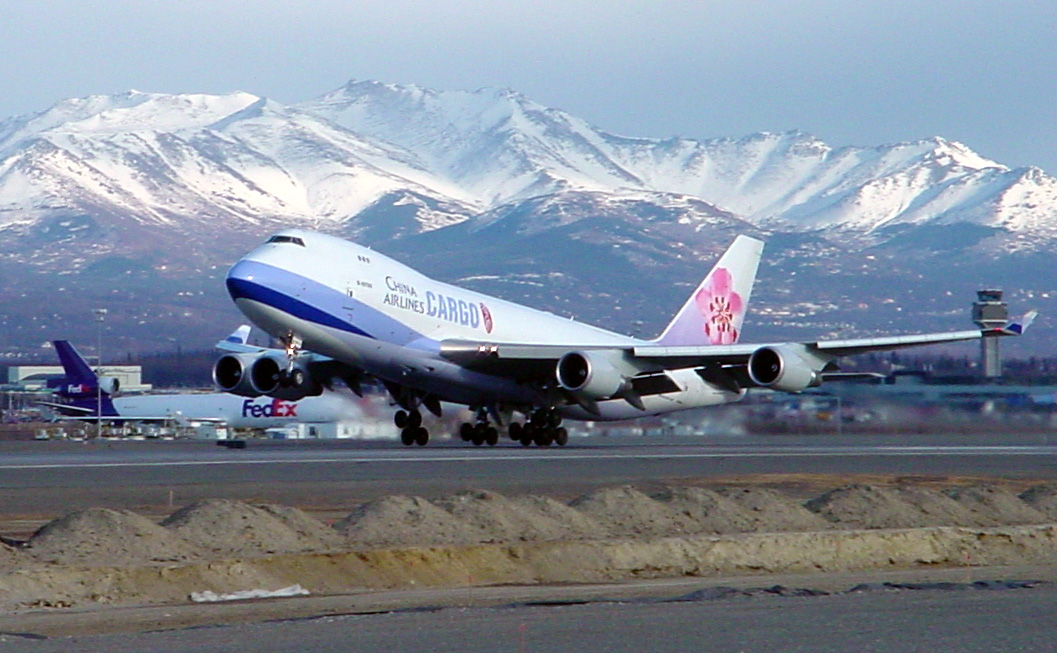
Грузовой Boeing 747 авиакомпании China Airlines на взлёте из аэропорта Анкоридж

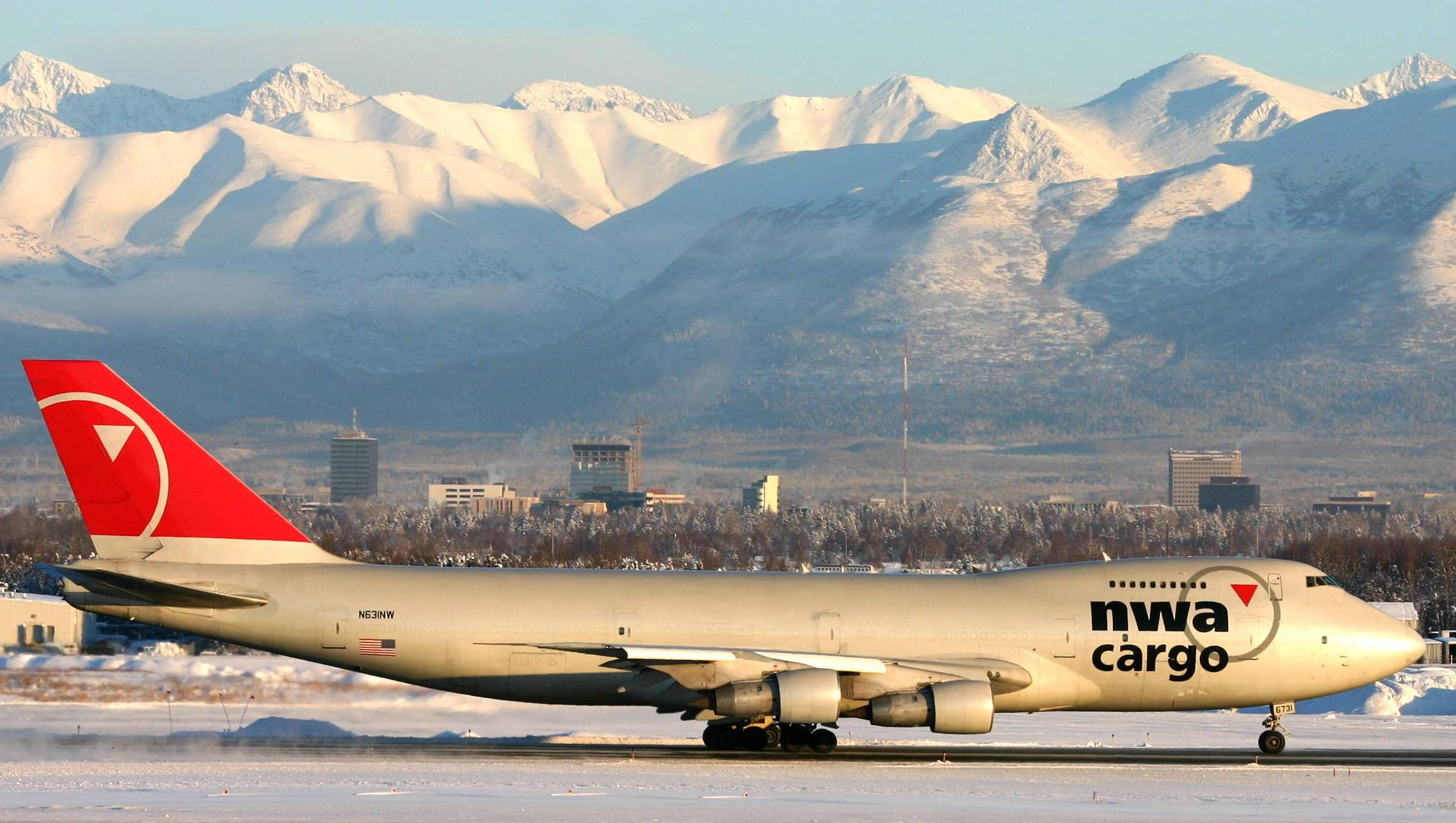
Рулёжка грузового Boeing 747 авиакомпании Northwest Airlines в аэропорту Анкоридж

- Air Canada Cargo (выполняется World Airways)
- Air China Cargo
- Air Atlanta Icelandic
- Alaska Airlines
- Alaska Central Express
- ANA & JP Express
- Asiana Cargo
- Atlas Air
- China Airlines Cargo
- China Cargo Airlines
- China Southern Cargo
- Empire Airlines
- Era Aviation
- EVA Air Cargo
- Evergreen International Airlines
- Everts Air Cargo
- FedEx Express
- JAL Cargo
- Kalitta Air
- Korean Air Cargo
- Lynden Air Cargo
- Nippon Cargo Airlines
- Northern Air Cargo
- NWA Cargo
- Polar Air Cargo
- Shanghai Airlines Cargo
- Singapore Airlines Cargo
- Southern Air
- Trans Northern
- Transmile Air Services
- Tradewinds Airlines
- UPS Airlines
- World Airways